# Copa nigeriana de futbol
La Copa nigeriana de futbol (Nigeria Football Federation Cup, també anomenada Challenge Cup o Fed Cup) és la principal competició futbolística per eliminatòries de Nigèria. És organitzada per la Federació de Futbol de Nigèria.
Va ser creada el 1945 amb el nom Governor's Cup, succeint la War Memorial Challenge Cup, disputada per equips de Lagos.

## Historial
Font:
| War Memorial Challenge Cup | War Memorial Challenge Cup     | War Memorial Challenge Cup | War Memorial Challenge Cup     |
| -------------------------- | ------------------------------ | -------------------------- | ------------------------------ |
| 1942                       | ZAC Bombers                    | 1-0                        | Services                       |
| 1943                       | Lagos Marine                   | 3-2                        | RAF                            |
| 1944                       | Lagos Railways                 | 2-0                        | Marine                         |
| 1945                       | Lagos Railways                 | 1-1 (4-1 pen)              | Lagos United                   |
| Governors Cup              |                                |                            |                                |
| 1945                       | Marine                         | 1-0                        | Corinthians                    |
| 1946                       | Lagos Railways                 | 3-1                        | Port Harcourt FC               |
| 1947                       | Marine                         | 3-1                        | Lagos Railways                 |
| 1948                       | Lagos Railways                 | 1-0                        | Warri                          |
| 1949                       | Lagos Railways                 | 3-0                        | Port Harcourt FC               |
| 1950                       | Lagos UAC                      | 3-2                        | Port Harcourt FC               |
| 1951                       | Lagos Railways                 | 3-2                        | Plateau Highlanders (Jos)      |
| 1952                       | Lagos PAN Bank                 | 6-0                        | Warri (Mid-West)               |
| 1953                       | Kano Pillars FC                | 2-1                        | Lagos Dynamos                  |
| FA Cup                     |                                |                            |                                |
| 1954                       | Calabar                        | 3-0                        | Kano Pillars FC                |
| 1955                       | Port Harcourt FC               | 4-1                        | Warri                          |
| 1956                       | Lagos Railways                 | 3-1                        | Warri                          |
| 1957                       | Lagos Railways                 | 5-1                        | Zaria                          |
| 1958                       | Port Harcourt FC               | 6-0                        | Federal United                 |
| 1959                       | Ibadan Lions                   | 1-0                        | Lagos Police                   |
| Challenge Cup              |                                |                            |                                |
| 1960                       | Lagos ECN                      | 5-2                        | Ibadan Lions                   |
| 1961                       | Ibadan Lions                   | 1-0                        | Lagos UAC                      |
| 1962                       | Lagos Police                   | 1-0                        | Plateau Highlanders (Jos)      |
| 1963                       | Port Harcourt FC               | 1-0                        | Plateau Highlanders (Jos)      |
| 1964                       | Lagos Railways                 | 3-1                        | Plateau Highlanders (Jos)      |
| 1965                       | Lagos ECN                      | 3-1                        | Plateau Highlanders (Jos)      |
| 1966                       | Ibadan Lions                   | venç                       | Plateau Highlanders (Jos)      |
| 1967                       | Stationery Stores (Lagos)      | 3-1                        | Plateau Highlanders (Jos)      |
| 1968                       | Stationery Stores (Lagos)      | 3-1 (rep.)                 | Warri                          |
| 1969                       | Ibadan Lions                   | 5-1                        | Warri                          |
| 1970                       | Lagos ECN                      | 3-1                        | Plateau Highlanders (Jos)      |
| 1971                       | WNDC Ibadan                    | 2-1                        | Enugu Rangers                  |
| 1972                       | Bendel Insurance (Benin City)  | 2-2 3-2                    | Mighty Jets (Jos)              |
| 1973                       | No es disputà                  | No es disputà              | No es disputà                  |
| 1974                       | Enugu Rangers                  | 2-0                        | Mighty Jets (Jos)              |
| 1975                       | Enugu Rangers                  | 1-0                        | IICC Shooting Stars (Ibadan)   |
| 1976                       | Enugu Rangers                  | 2-0                        | Alyufsalam Rocks (Ilorin)      |
| 1977                       | IICC Shooting Stars (Ibadan)   | 2-0                        | Racca Rovers                   |
| 1978                       | Bendel Insurance               | 3-0                        | Enugu Rangers                  |
| 1979                       | IICC Shooting Stars (Ibadan)   | 2-0                        | Sharks FC (Port Harcourt)      |
| 1980                       | Bendel Insurance (Benin City)  | 1-0                        | Stationery Stores (Lagos)      |
| 1981                       | Enugu Rangers                  | 2-0                        | Bendel Insurance (Benin City)  |
| 1982                       | Stationery Stores (Lagos)      | 4-1                        | Niger Tornadoes (Minna)        |
| 1983                       | Enugu Rangers                  | 0-0 (5-4 pen)              | DIC Bees (Kaduna)              |
| 1984                       | Leventis United (Ibadan)       | 1-0                        | Abiola Babes (Abeokuta)        |
| 1985                       | Abiola Babes (Abeokuta)        | 0-0 (6-5 pen)              | BCC Lions (Gboko)              |
| 1986                       | Leventis United (Ibadan)       | 1-0                        | Abiola Babes (Abeokuta)        |
| 1987                       | Abiola Babes (Abeokuta)        | 1-1 (7-6 pen)              | Enugu Rangers                  |
| 1988                       | Iwuanyanwu Nationale (Owerri)  | 3-0                        | Flash Flamingoes               |
| 1989                       | BCC Lions (Gboko)              | 1-0                        | Iwuanyanwu Nationale (Owerri)  |
| 1990                       | Stationery Stores (Lagos)      | 0-0 (5-4 pen)              | Enugu Rangers                  |
| 1991                       | El-Kanemi Warriors (Maiduguri) | 3-2                        | Kano Pillars FC                |
| 1992                       | El-Kanemi Warriors (Maiduguri) | 1-0                        | Stationery Stores (Lagos)      |
| 1993                       | BCC Lions (Gboko)              | 1-0                        | Plateau United (Jos)           |
| 1994                       | BCC Lions (Gboko)              | 1-0                        | Julius Berger FC (Lagos)       |
| 1995                       | Shooting Stars FC (Ibadan)     | 2-0                        | Katsina United                 |
| 1996                       | Julius Berger FC (Lagos)       | 1-0 (pròrroga)             | Katsina United                 |
| 1997                       | BCC Lions (Gboko)              | 1-0                        | Katsina United                 |
| 1998                       | Wikki Tourists (Bauchi)        | 0-0 (3-2 pen)              | Plateau United (Jos)           |
| Coca-Cola FA Cup           |                                |                            |                                |
| 1999                       | Plateau United (Jos)           | 1-0                        | Iwuanyanwu Nationale (Owerri)  |
| 2000                       | Niger Tornadoes (Minna)        | 1-0                        | Enugu Rangers                  |
| 2001                       | Dolphins FC (Port Harcourt)    | 2-0                        | El-Kanemi Warriors (Maiduguri) |
| 2002                       | Julius Berger FC (Lagos)       | 3-0                        | Yobe Desert Stars (Damaturu)   |
| 2003                       | Lobi Stars (Makurdi)           | 2-0                        | Sharks FC (Port Harcourt)      |
| 2004                       | Dolphins FC (Port Harcourt)    | 1-0                        | Enugu Rangers                  |
| 2005                       | Enyimba FC (Aba)               | 1-1 (pr., 6-5 pen)         | Lobi Stars (Makurdi)           |
| 2006                       | Dolphins FC (Port Harcourt)    | 2-2 (pr., 5-3 pen)         | Bendel Insurance               |
| 2007                       | Dolphins FC (Port Harcourt)    | 1-1 (pr., 3-2 pen)         | Enugu Rangers                  |
| 2008                       | Ocean Boys FC (Brass)          | 2-2 (pr., 7-6 pen)         | Gombe United FC                |
| Federation Cup             |                                |                            |                                |
| 2009                       | Enyimba FC (Aba)               | 1-0                        | Sharks FC (Port Harcourt)      |
| 2010                       | Kaduna United FC               | 3-3 (pr., 3-2 pen)         | Enyimba FC (Aba)               |
| 2011                       | Heartland FC                   | 1-0                        | Enyimba FC (Aba)               |
| 2012                       | Heartland FC                   | 2-1                        | Lobi Stars                     |
| 2013                       | Enyimba FC                     | 2-2 (pr., 5-4 pen)         | Warri Wolves                   |
| 2014                       | Enyimba FC                     | 2-1                        | Dolphins FC (Port Harcourt)    |
| 2015                       | Akwa United FC                 | 2-1                        | Lobi Stars                     |
| 2016                       | Ifeanyi Ubah FC                | 0-0 (pr., 5-4 pen)         | Nasarawa United FC             |
| AITEO Cup                  |                                |                            |                                |
| 2017                       | Akwa United FC (Uyo)           | 0-0 (3-2 pen)              | Niger Tornadoes FC (Minna)     |
| 2018                       | Enugu Rangers                  | 3-3 (4-2 pen)              | Kano Pillars (Kano)            |
| 2019                       | Kano Pillars (Kano)            | 0-0 (4-3 pen)              | Niger Tornadoes FC (Minna)     |